# Кароліна (Пуерто-Рико)
Кароліна (ісп. Carolina, МФА: [kaɾoˈlina]) — муніципалітет Пуерто-Рико, острівної території у складі США.

## Географія
Кароліна розташований у північній частині острову Пуерто-Рико.
Площа суходолу муніципалітету складає 120 км² (31-е місце за цим показником серед 78 муніципалітетів Пуерто-Рико).

## Демографія
Станом на 2010 рік на території муніципалітету мешкало 176 762 ос.
Динаміка чисельності населення:

## Населені пункти
Основним населеним пунктом муніципалітету Кароліна є однойменне місто:
| Населений пункт | Статус | Населення :   | Населення :   | Населення :   |
| Населений пункт | Статус | на 01.04.1990 | на 01.04.2000 | на 01.04.2010 |
| --------------- | ------ | ------------- | ------------- | ------------- |
| Кароліна        | Місто  | 162 404       | 168 164       | 157 832       |

## Відомі особистості

### Уродженці
- Рауль Лабрадор (* 1967) — американський політик-республіканець.
- Освальдо Ріос (* 1960) — пуерто-риканський актор, співак, композитор.